# Gustaf Peterson (militär)
Gustaf Adam Peterson, född den 24 december 1875 i Stockholm, död den 6 oktober 1945 i Göteborg, var en svensk militär.
Peterson blev underlöjtnant vid Karlskrona artillerikår 1897, löjtnant där 1900 och vid  Kustartilleriet 1901. Peterson befordrades till kapten där 1906 och till major där 1924. Efter att ha varit fortchef på Oscar II:s fort var han kommendant i Älvsborgs fästning 1927–1930. Senare övergick Peterson till reserven. Han blev riddare av Svärdsorden 1918. Peterson är begravd på Tåns kyrkogård i Göteborg.